# Редменешть
Редменешть, Редменешті (рум. Rădmănești) — село у повіті Тіміш в Румунії. Входить до складу комуни Бара.
Село розташоване на відстані 367 км на північний захід від Бухареста, 55 км на схід від Тімішоари.

## Населення
За даними перепису населення 2002 року у селі проживали 65 осіб, з них 63 особи (96,9%) румунів. Рідною мовою 63 особи (96,9%) назвали румунську.